# Xylophanes porioni
Xylophanes porioni là một loài bướm đêm thuộc họ Sphingidae. Nó được tìm thấy ở Peru.
Chiều dài cánh trước là 39–40 mm. 